# 李一男
李一男（1970年6月4日—），湖南长沙人，中國企業家，现担任金沙江创业投资基金合伙人以及牛电科技、自游家创始人。

## 生平

### 华为早期
李一男15岁時考进华中理工大学少年班。1993年6月毕业于华中理工大学电信系少年班，光学工程学士及硕士。1992年曾于华为实习，毕业后即任职于华为。因业务能力突出而颇受总裁任正非赏识，在两天时间内即升任华为工程师；两周后因解决一项技术难题，被聘为高级工程师；半年后，因工作出色出任公司内部最重要的中央研究部副总经理；两年后，主持开发了C&C08万门数字程控交换机，研制过程中贡献巨大，华为因此在与上海贝尔的激战中一举成名，为公司日后的发展奠定了基础，李一男因此被提拔为华为中央研究部总裁以及华为总工程师；四年后，27岁的李一男即成为了华为最年轻的副总裁。

### 自主创业
2000年，华为销售额已达到220亿，为压缩管理层级，华为鼓励内部创业，李一男因此独自创建了港湾网络。最初代理销售华为的路由器和数据通信产品，部分华为骨干分子也追随其北上。但因为技术理想的不同，2001年，李一男正式离开华为。其后港湾推行自己的技术，自主研发数据通信产品并与华为展开正面竞争，因此和任正非关系破裂。港湾公司从组织架构、组织文化、工作方法，甚至作息时间都与原来的华为没有两样，因此被称为“小华为”。技术工作人员出身的李一男重视研发，港湾公司每年研发经费的投入占整体销售额的12%-15%，研发人员占公司员工总数的大半。李一男对港湾公司的苦心经营，使得公司业绩在2001年到2003年的三年里发展迅速，年销售收入2001年为1.47亿元，2002年为4.1亿元，2003年达到了10亿元，并通过收购欧巴德和深圳均天科技，成为业界为数不多的能够提供全网设备的公司之一。华为的市场受到挤压，任正非感到愤怒，2002年，华为正式收回了港湾的代理权，并加大了市场开拓的力度，开始打压港湾，成立了“打港办”，港湾因受打压而利润额大幅下降，公司也未能上市。李一男开始游说风险投资继续注资企图挽回败局，在港湾核心技术资产被西门子收购后，一度传出港湾要被西门子收购的消息。

### 回归华为
2005年港湾网络最终被华为收购，公司解散，因此李一男重新回到华为，并成为首席电信科学家，但未进入核心管理团队，而是主要协助负责国际战略与市场，后被任命为华为赛门铁克(Huawei Symantec)合资公司总裁。

### 再离华为
2008年10月加入百度，离开华为，担任百度首席技术官（CTO），用复杂的云计算处理构建了“阿拉丁平台计划”。2010年1月18日离开百度，加入中国移动旗下12580品牌的运营公司无限讯奇，担任公司首席执行官（CEO）。
2011年7月21日，李一男宣布辞去无限讯奇CEO一职。2011年8月18日，正式加盟金沙江创投，投资了好车无忧、人人爱车、小矮人科技、艾拉科技、数字天域、乐享在线等多个创业公司。，其中数字天域的投資讓其獲利數億人民幣，但华中数控的投資最終導致其數年後案發被判定內線交易入獄。

### 独立创业
2015年4月，李一男创立牛电科技，進入電動機車相關領域。

### 入狱
2015年6月，李一男因为涉嫌内幕交易不正当获利700多万，而被深圳市公安局刑拘近一年。此案由深圳中级人民法院低调审理，公开信息甚少。2017年1月，深圳市中级人民法院做出一审判决，认定李一男犯内幕交易罪，他被判处有期徒刑两年六个月，并处罚金750万元。李一男表示将上诉。9月28日，深圳中院二审作出判决，驳回李一男的上诉，维持原判。12月3日，李一男刑满释放。